# Cupid Versus Women's Rights
Cupid Versus Women's Rights è un cortometraggio muto del 1913 diretto da Maurice Costello.

## Produzione
Il film fu prodotto dalla Vitagraph Company of America. Venne girato in Egitto.

## Distribuzione
Distribuito dalla General Film Company, il film - un cortometraggio in una bobina - uscì nelle sale cinematografiche statunitensi l'8 settembre 1913.